# Медицинское завещание
Медици́нское завеща́ние (англ. advance healthcare directive, living will) — документ, в котором человек заранее выражает свою волю по поводу оказания ему медицинской помощи в ситуации, когда он будет не в состоянии это сделать. Чаще всего такие завещания составляют люди с теми или иными серьёзными заболеваниями, которые не хотят, чтобы в случае потери ими сознания их реанимировали. В таком случае речь фактически может идти о пассивной эвтаназии при наступлении определённых условий. Человек также может указать в медицинском завещании уполномоченное лицо (например, близкого родственника), которое будет иметь право принять соответствующее решение за него.

## История
Идея такого документа впервые была выдвинута американским адвокатом Луисом Кутнером в 1967 году. 
Постепенно все штаты США приняли соответствующие законы. Медицинские завещания стали очень популярными в США, к 2007 году их имел уже 41 % американцев. Это стало ответом на значительную обеспокоенность пациентов по поводу возможного применения к ним агрессивных инвазивных процедур в целях сохранения их жизни любой ценой. Большинство респондентов на вопрос о том, как бы они хотели уйти из жизни, отвечали: «Быстро, безболезненно, у себя дома в окружении родных». Барак Обама стал первым президентом США, который публично объявил о составлении собственного медицинского завещания, и призвал других сделать то же. 
Аналогичные законы приняты к настоящему времени и в ряде других стран.

## Форма и содержание медицинского завещания
Медицинское завещание обычно должно быть подписано двумя свидетелями, не являющимися родственниками распорядителя, не связанными с лечебным учреждением, которое обслуживает больного, и не претендующими на наследство. В нём даются указания по видам медицинской помощи и лечения, которые человек хотел бы получить, пока он жив. Также в нём могут быть указания относительно использования его органов после смерти и способа захоронения тела. Согласно законам стран, где такие документы признаются, пациента во время госпитализации обязаны спросить, есть ли у него медицинское завещание, а если такового нет, то не желает ли он его составить.
Тем не менее даже при наличии такого документа врачи иногда оказываются в сложной ситуации, когда непонятно, как интерпретировать волю пациента. Например, пациент, больной СПИДом, попадает в клинику после автомобильной аварии, и медики устанавливают, что пациент оставил указания, что не хочет проведения реанимационных мероприятий. Однако при этом неясно, относится ли это желание к случаю автомобильной аварии или только к той ситуации, когда пациент будет умирать в терминальной стадии СПИДа.